# Lipidose
Lipidose se refere a desordens orgânicas no metabolismo que resultam em quantidades nocivas de lípidos (gorduras) acumulando em certas partes do corpo. Pessoas com esses transtornos geralmente não produzem enzimas suficientes necessários para metabolizar os lipídios ou eles produzem enzimas que não funcionam corretamente. Ao longo do tempo, este armazenamento excessivo de gordura pode causar dano permanente a certos tecidos celulares, em especial no cérebro, sistema nervoso periférico, fígado, baço e medula óssea.
São raras com prevalência estimada de 1 caso para cada 40.000 habitantes. O tratamento varia de acordo com a causa. 

## Exemplos
- Doença de Gaucher;
- Doença de Niemann-Pick;
- Doença de Fabry;
- Doença de Wolman;
- Xantomatose cerebrotendínea;
- Sitosterolemia;
- Doença de Refsum;
- Doença de de Farber[4]
- Gangliosidose;
- Leucodistrofia metacromática[5]
- Doença de Batten.